# Yassine El Ghanassy
Yassine El Ghanassy ou simplesmente Ghanassy, é um Futebolista belga, que atua como atacante.

## Gent
Yassine foi contratado em 2008 para o sub-17 do Gent e em 2010 virou jogador profissional do Gent em que jogou muito bem 82 jogos e 11 gols.

## West Bromwich
Em 2012, Yassine foi contratado pelo West Bromwich para disputar a Premier League 2012-13.

## SC Heerenveen
Emprestado para o ano de 2013.